# Anthophora adamsorum
Anthophora adamsorum là một loài Hymenoptera trong họ Apidae. Loài này được Brooks mô tả khoa học năm 1988.